# Труды Математического института имени В. А. Стеклова
«Труды Математического института имени В. А. Стеклова» — российский научный журнал, публикующий оригинальные математические исследования по всем разделам современной математики. Каждый том обычно представляет собой сборник работ из одной или нескольких смежных областей. Издаётся в Москве Математическим институтом им. В. А. Стеклова РАН. Главный редактор — Сергей Горчинский.
Английский перевод журнала издаётся под названием «Proceedings of the Steklov Institute of Mathematics». Обзоры публикаций журнала выходят в реферетивном журнале «Математика», Mathematical Reviews (MathSciNet) и zbMATH.